# Владимиров, Софрон Михайлович
Софрон Михайлович Влади́миров (1907 — ?) — советский инженер-гидростроитель.

## Биография
Родился в селе Михейково (ныне Ярцевский район, Смоленская область).
Окончил ЛПИ имени М. И. Калинина (1936) по специальности инженер-гидротехник.
- 1936—1941, 1945—1950 — начальник сооружения станционного узла Нивагэсстроя на строительстве Нивской ГЭС
- 1941—1944 — начальник левобережного участка УС «Иртышгэсстрой»
- 1944—1945 — главный инженер УС «Алма-Атагэсстрой»
- 1950—1956 — главный инженер, начальник управления Камгэсстрой на строительстве Камской ГЭС
- с 1956 — на строительстве Братской ГЭС: главный инженер Падунского строительно-монтажного управления, начальник Управления строительства здания ГЭС, заместитель начальникка Управления строительства «Братскгэсстрой».

## Награды и премии
- Сталинская премия первой степени (1950) — за разработку проекта и сооружение ГЭС
- Ленинская премия (1968) — за строительство Братской ГЭС
- орден Ленина (1966).